# Theodor Heinrich Bäumer

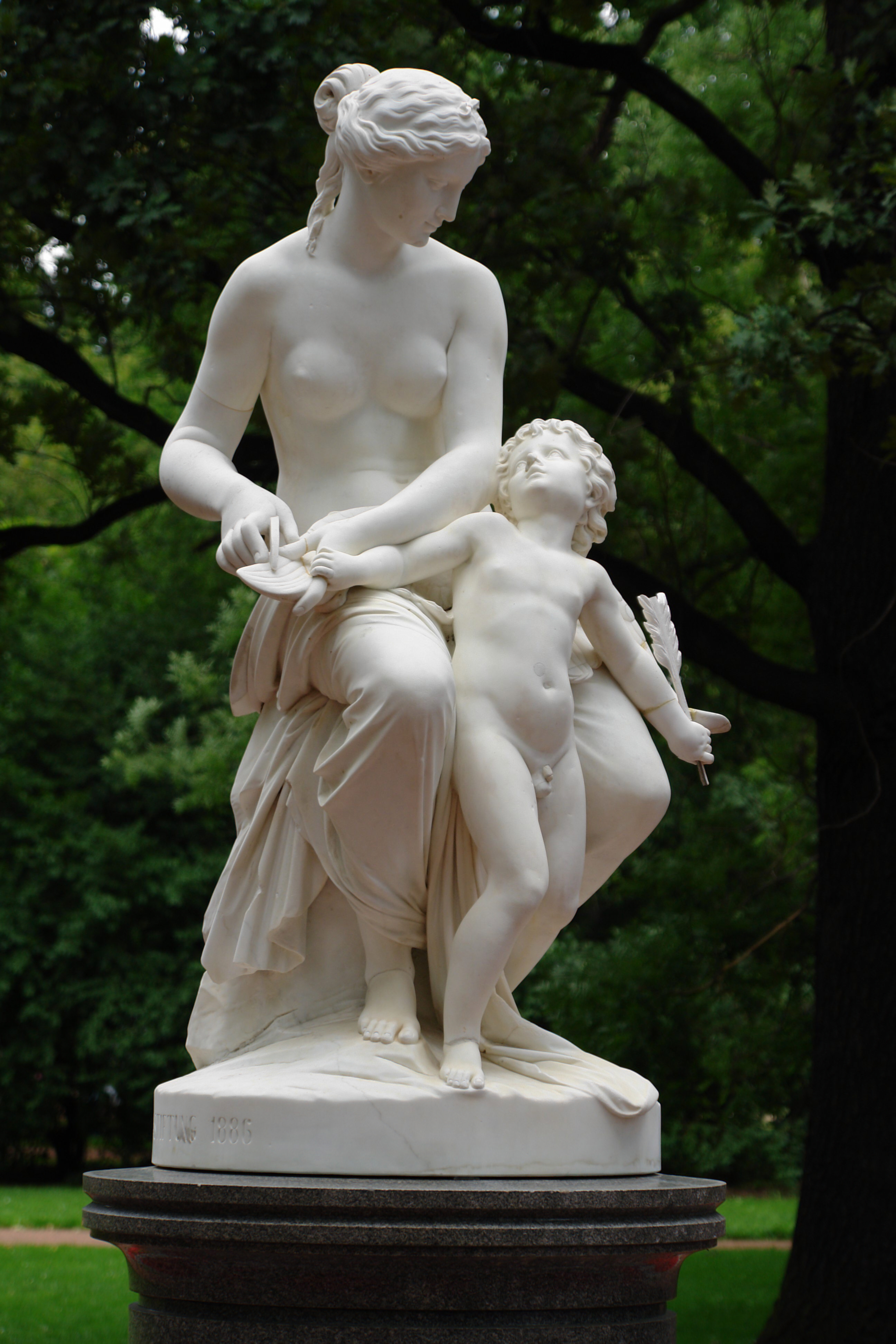
Marmorgruppe Venus droht Amor die Flügel zu stutzen von 1886 auf der Bürgerwiese in Dresden

Heinrich Bäumer (* 25. Februar 1836 in Warendorf; † 26. April 1898 in Dresden; vollständiger Name Theodor Heinrich Bäumer) war ein deutscher Bildhauer.

## Leben
Heinrich Bäumer wurde in Warendorf in Westfalen als Sohn eines Schreinermeisters geboren. Von seinem Vater wurde er zunächst als Modelleur ausgebildet. Er studierte von 1856 bis 1862 an der Kunstakademie Dresden, wo er Schüler von Wilhelm Schwenck wurde. Von 1866 bis 1868 unternahm Bäumer eine Studienreise nach Italien. Ab 1869 war er in Dresden mit eigenem Atelier freischaffend tätig. In Dresden wurde Bäumer Mitglied der Freimaurerloge Zu den drei Schwertern und Asträa zur grünenden Raute. Er schuf eine überlebensgroße Büste des Königs Albert von Sachsen, die ihm die Ernennung zum königlich sächsischen Professor eintrug. Bäumer starb 1898 in Dresden und wurde auf dem Johannisfriedhof beigesetzt.

## Werke (Auswahl)
- lebensgroße Figur des Salomo für das Mausoleum des Prinzgemahls Albert in Frogmore (Windsor)
- Gestaltung von Zeus und Prometheus für die Semperoper in Dresden (1876)
- Figuren am Dresdner Landgericht und am Dresdner Amtsgericht
- Statuen der Evangelisten für die Johanneskirche in Dresden
- Marmorgruppe Venus droht Amor die Flügel zu stutzen auf der Bürgerwiese in Dresden (1886)
- Brunnenfigur der Zittavia in Zittau